# Вилађо дел Соле (Империја)
Вилађо дел Соле (итал. Villaggio del Sole) је насеље у Италији у округу Империја, региону Лигурија.
Према процени из 2011. у насељу је живело 21 становника. Насеље се налази на надморској висини од 463 м.